# 大角羊
大角羊（學名Ovis canadensis）是北美和西伯利亞地區的三種山地羊之一，另兩種分別為白大角羊(Ovis dalli)和西伯利亞的雪山盘羊(Ovis nivicola)。目前的分類學傢一般將大角羊分爲以下三個亞種：
- 落基山大角羊(Ovis canadensis canadensis)
- 西耶拉大角羊(Ovis canadensis sierrae)，也叫加州大角羊[4]
- 沙漠大角羊(Ovis canadensis nelsoni)

部分大角羊的種群處於瀕危狀態。其中墨西哥种群为濒危野生动植物种国际贸易公约附录II所列的保护动物。
其种加词“canadensis”意为“加拿大的”。

## 特徵

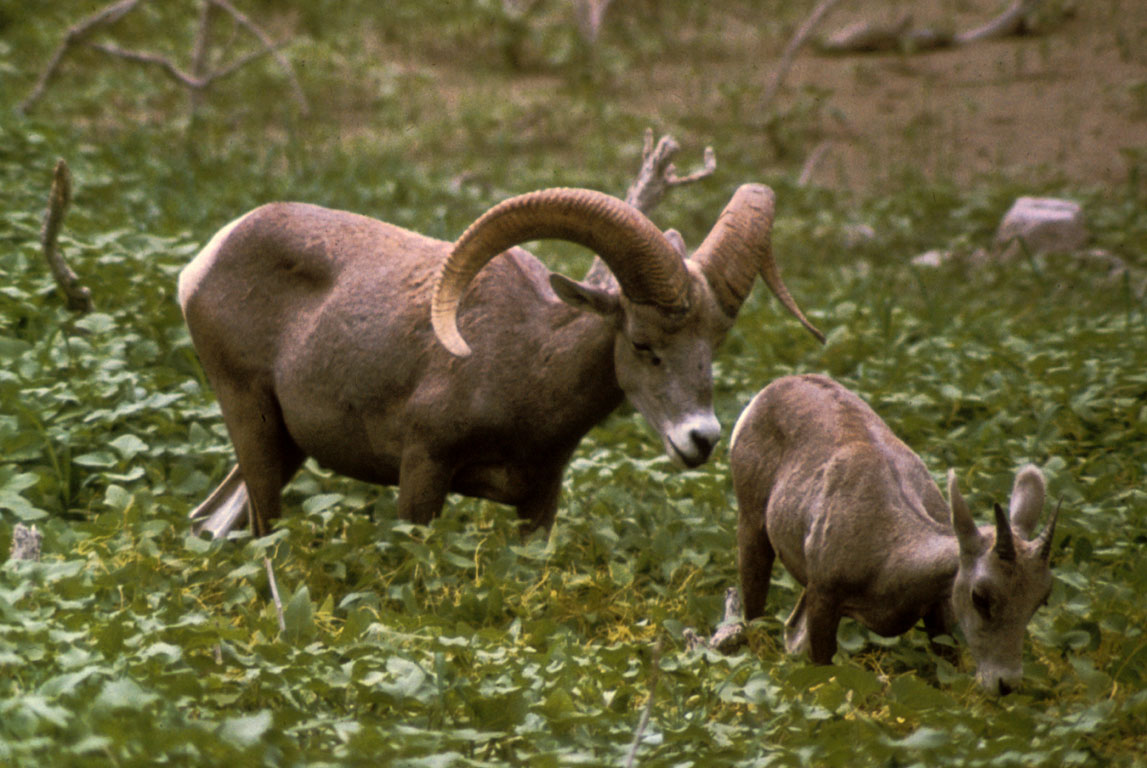
大角羊

大角羊因公羊的彎曲大角而得名。母羊雖然也有角，但卻要短小許多，並且只有微微的彎曲。顔色包括淺褐色、灰色和咖啡色，臀部和腿部則為白色。落基山大角羊雌性重達90千克，雄性偶爾會超過135千克。西耶拉大角羊則要小許多，通常雌性只有63千克，雄性重為90千克左右。公羊的角重量可達到14千克。相當於其身體骨骼其他部分的總和。
大角羊以草和灌木為食，善於攀爬陡峭的山喦，這樣它們可以躲避天敵的追蹤。大角羊的天敵主要包括有狼、郊狼、金雕、美洲獅，以群居爲主。大角羊通常不能馴化。

## 經濟價值
獵取大角羊的主要目的是它們的肉和角。大角羊角可以用於部落儀式和戰利品。目前大角羊則越來越多地成爲北美各個國家公園重要的生態旅遊資源。

## 文化

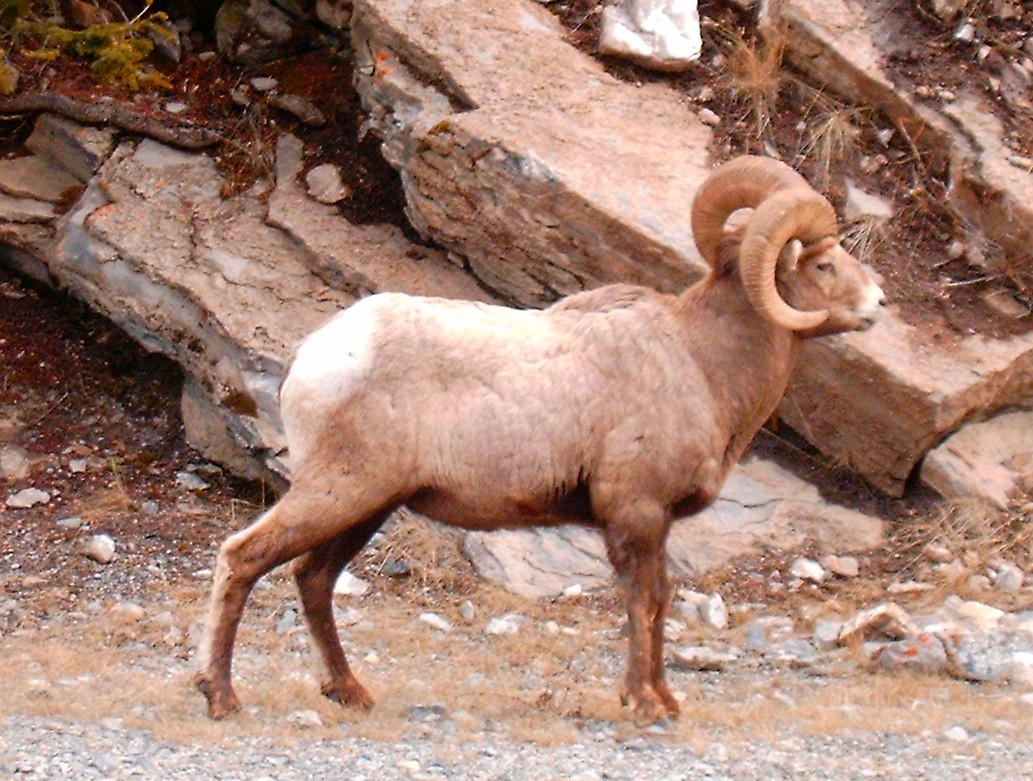
加拿大的大角羊

落基山大角羊是加拿大艾伯塔省的省獸，同時也是科羅拉多州的州獸，出現在科羅拉多州野生動物保護部的標誌上。.

## 外部連結
- 内華達州野生落基山大角羊的照片
- 動物多樣性網站（页面存档备份，存于）
- 德州大角羊WebCam
- BIGHORN .org （页面存档备份，存于）